# Војихна (кесар)
Војихна, кесар Војихна или Војин од Драме (1298 — 1360) био је српски властелин и један од истакнутих војсковођа за време владавине и освајања цара Стефана Уроша IV Душана. Имао је титулу кесара и управљао Драмом.

## Порекло
Извесни жупан Војихна помиње се 25. октобра 1323. године на двору краља Владислава II, сина краља Драгутина. Неки историчари сматрају да је ово кесар Војихна и да је био син Урошица, брата краља Владислава II. С друге стране, Јован Мишковић и Т. Флорински сматрали су да је Војихна син војводе Новака Гребострека и његове супруге Кераце (у монаштву Теофанија), која је била кћи бугарског кнеза Шишмана, а сестра бугарског цара Михаила, који је погинуо код Велбужда.

## Биографија
Рођен је око 1298. године. Српска војска је 25. септембра 1345. године освојила град Сер, тада трећи град по величини у Византији, након чега се Душан прогласио за цара 25. децембра 1345. у Серу и крунисао на државном сабору на Ускрс 16. априла 1346. године у Скопљу. После тога је Војихна добио титулу кесара и град Драму на управу. Пре тога је као војсковођа имао титулу војводе. Године 1348. поменут је два пута као царев „братучед“ у повељи издатој у Хиландару, за време боравка цара Душана на Светој Гори:
„...царству ми властелин суродник, царства ми братучед Воихна...“
„...и по благосрдечному моленију... братучеда ми Воихне, дарова царство ми в Пострумском пределе село Потолиново... да јест всечестному монастиру отечества нашего Хиландару до дни и до веки...“
Повељом се потврђује Хиландару село Потолино као поклон кесара Војихне.
Историчари на основу овога претпостављају да није искључено да је био у крвном сродству са царем Душаном, али се степен сродства не може тачно одредити. Такође се помиње и 1369. године да је даровао цркву св. Арханђела код Грабова на планини Беласици код Струмице, у повељи деспота Јована Угљеше Мрњавчевића истој цркви. На основу овога и других историјских извора, у новије време историчари сматрају да се земља којом је он управљао није ограничавала само на град Драму, већ да је обухватала знатно ширу област: на западу до планине Беласице и реке Струме, на југу до града Христопоља (данас Кавале) и Пангејске планине и на истоку до реке Месте. Ова област била је саставни део удеоне области Српског царства којом су управљали царица Јелена и деспот Јован Угљеша.
После смрти цара Душана (20. децембар 1355), Матија Кантакузин, византијски цар савладар који је владао у области Родопа, постигао је договор са кесаром Војихном и архонтом Сера да заузму Сер. Матија Кантакузин кренуо је са својом војском и турским најамницима Орхана I, емира Ајдинског емирата, да заузме Сер у лето 1357. године. Претходно је прошао Волерон, кланце код Христопоља и опљачкао област око града Филипија. Његова војска сукобила се код Сера са војском српског цара Стефана Уроша V коју је послао као помоћ својој мајци, царици Јелени. Кесар Војихна прекршио је раније постигнути договор и прешао на страну српске војске. Војска Матије Кантакузина претрпела је пораз код Сера и повукла се ка Филипију. Становници града Филипија заробили су Матију, одвели га у Драму и предали кесару Војихни. Уз сагласног царице Јелене, кесар Војихна је уз откуп предао Матију византијском цару Јовану V Палеологу. Након тога, Матија је послат на острво Тенедос и одрекао се царске титуле. О овој бици постоји сведочанство византијског историчара Нићифора Григоре и цара Јована VI Кантакузина, оца Матије Кантакузина. Иако одан цару Урошу и претходно цару Душану, на основу овог договора сматра се да је кесар Војихна имао намере да збаци са власти царицу Јелену и постане господар серске области. Такође, неки историчари претпостављају да је поменути архонт Сера, чије име није забележено, био деспот Јован Угљеша.
Познат је и запис монаха Рајчина Судића, у коме сведочи да су он и Кијевац лажно оптужени за неверу и да их је кесар Војихна заточио у тамницу пет месеци, а да није било доказа за ову оптужбу. Кесар Војихна се у историјским изворима последњи пут помиње 1358. године. У пролеће 1371. године, деспот Угљеша посетио је његов гроб у манастиру Хиландар.

## Породица
Његова ћерка Јелена (монахиња Јефимија) била је удата за деспота Јована Угљешу Мрњавчевића.
О овоме постоји њен запис песме у Хиландару из 1398-1399. године, у коме пише:
„...Јефимија монахиња, кћи господина ми кесара Војихне, који лежи овде, негда деспотица.“